# Allergie aux protéines du lait de vache
 (août 2016).
Si vous disposez d'ouvrages ou d'articles de référence ou si vous connaissez des sites web de qualité traitant du thème abordé ici, merci de compléter l'article en donnant les références utiles à sa vérifiabilité et en les liant à la section « Notes et références ».
L'allergie aux protéines du lait de vache (APLV), ou allergie aux produits laitiers, est une des allergies alimentaires les plus fréquentes chez les nourrissons et les jeunes enfants en France. Elle touche entre 2 et 7,5% de la population infantile. L’APLV se produit lorsque le système immunitaire identifie une protéine présente dans le lait de vache comme dangereuse, ce qui enchaîne une réaction allergique.

## Diagnostic
L’allergie aux PLV est difficile à diagnostiquer du fait de ses nombreux symptômes (coliques, eczéma atopique, régurgitations…) On dit que l’allergie est IgE médiée ou non Ige Médiée selon le type de réponse du système immunitaire. En effet,  dans une allergie IgE dépendante les symptômes surviennent quelques minutes à quelques heures après avoir mangé ou bu un aliment contenant des protéines de lait de vache. Alors que dans une allergie non IgE dépendante, les symptômes peuvent apparaître jusqu’à plusieurs heures voire plusieurs jours plus tard. La réaction la plus importante étant le choc anaphylactique.[réf. nécessaire]
Le diagnostic se fait auprès d’un professionnel de santé, allergologue ou pédiatre qui pourra commencer par un test d’éviction (avec un hydrolysat poussé de protéines ou la suppression des protéines de lait du régime de la mère en cas d'allaitement) pour confirmer l’allergie aux protéines du lait de vache.[réf. nécessaire]
Une fois l’allergie confirmée, l’enfant concerné doit éviter de consommer les protéines de lait de vache. Il se verra alors probablement prescrit un hydrolysat poussé de protéines ou une formule à base d’acides aminés.